# 下石城遗址
下石城遗址，位于中国青海省湟中县多巴镇国寺营村，为第四批青海省文物保护单位，公布日期为1986年5月27日，类型为古遗址。
下石城遗址的历史年代为卡约文化。